# Маримбула
Не следует путать с маримбой.
Мари́мбула (исп. marímbula) — музыкальный инструмент класса ламеллафонов или щипковых язычковых идиофонов. Распространён на Кубе, в Колумбии, Пуэрто-Рико и других странах Карибского бассейна. Появился в результате вывоза рабов с Невольничего берега (Африка) в Америку.

## Происхождение
Имея в себе корни африканских инструментов, маримбула возникла в кубинской провинции Орьенте в XIX веке. В конце концов она распространилась по всему Карибскому бассейну и Африке, от Либерии до Конго. В 1930 году она появилась в Гаити, Доминиканской Республики, Пуэрто-Рико, Ямайке и других островах Карибского бассейна, Мексике и даже в Нью-Йорке. Кубинцы называют её маримбула, в других стран Карибского бассейна, приняли это название или несколько других вариантов: малимба, манимба, маримбол. Этот инструмент имеет целый ряд других названий, таких, как маримбола (Пуэрто-Рико), бас-бокс (также встречается сalimba или calymba), Rhumba box, Church & Clap, Jazz Jim (Ямайка) и ламеллофон.
Африканские рабы в Карибском бассейне делали музыкальные инструменты из любого материала, который только могли найти под рукой. Раннее маримбулы были сделаны из деревянных упаковочных ящиков с бамбуковыми пружинистыми пластинами. Музыкант находится в верхней части ящика (часто садился на него), пальцами он отгибал пластины, которые били по ящику как по барабану. Впоследствии этот инструмент эволюционировал, и звук, который он издает при игре, стал похож на игру на кахоне.